# Pininfarina

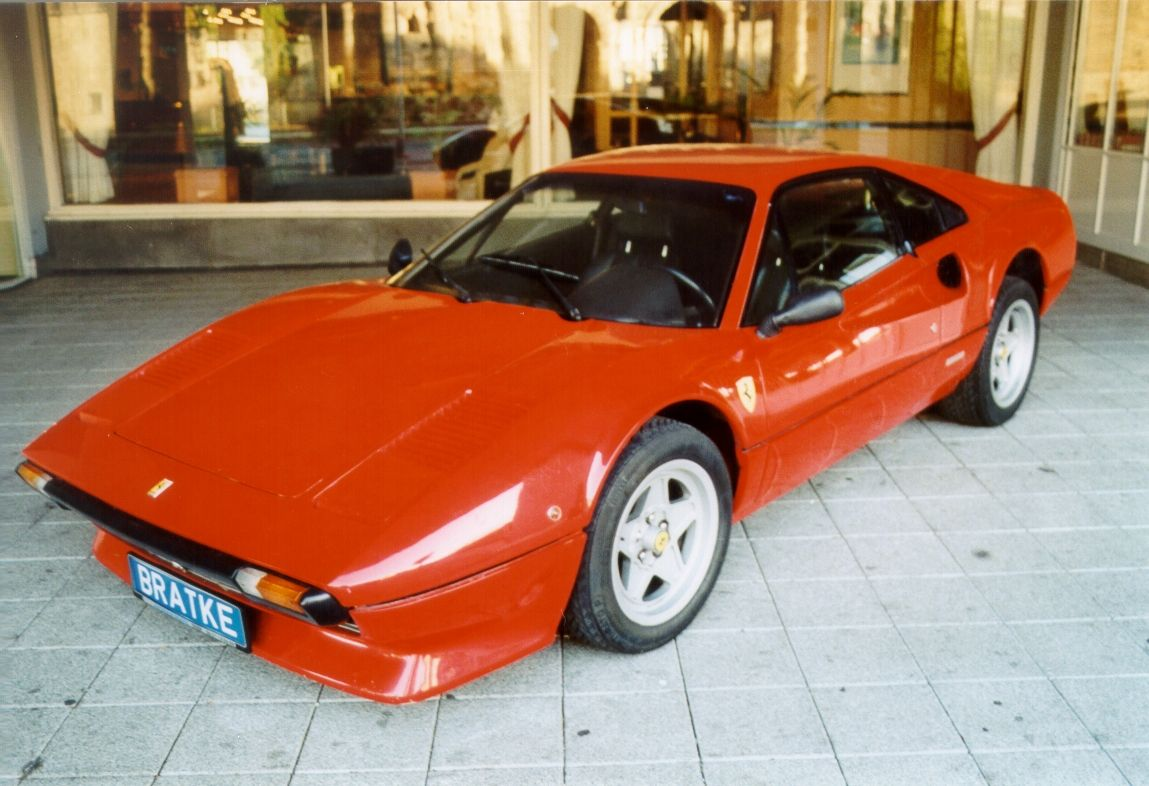
Ferrari 308 GTB: En Pininfarina-design

Carrozzeria Pininfarina, kallas oftast endast Pininfarina, är en tillverkare och numera främst formgivare av bilkarosser. Företaget har säte i Turin, Italien. Företaget grundades av designern Battista Pininfarina (född Farina), och drivs idag av hans son Sergio Pininfarina tillsammans med företagets VD sedan länge, Renzo Carli. Många formgivare har arbetat för företaget, och det har blivit ett av de mest kända namnen inom karossdesign och konceptbilskonstruktion.
Flera kända biltillverkare har anlitat Pininfarina, exempelvis Ferrari, Maserati, Cadillac, Alfa Romeo, Fiat, Lancia, Peugeot och även Volvo.
Pininfarina har även formgivit vissa tåg i Italien. Det handlar om vissa lok men även om ett par typer av snabbtåg som finns hos de italienska järnvägarna.
Företagets styrelseordförande Andrea Pininfarina omkom i en trafikolycka i början av augusti 2008.

## Pininfarina i Sverige
Pininfarina och Volvo bildade 2003 ett gemensamt bolag, Pininfarina Sverige AB, baserat i Uddevallaverken i Uddevalla. Bolaget ägdes till 60% av Pininfarina, resterande 40% ägdes av Volvo. Företaget skulle syssla med tillverkningen av andra generationens Volvo C70, men 2011 övertog Volvo bolaget och 2013 lades all bilproduktion ner i Uddevalla.

## Lista över bilar med Pininfarina-kaross
- 1930: Lancia Dilambda coupé
- 1930: Isotta Fraschini 8A coupé
- 1931: Mercedes-Benz SS spider

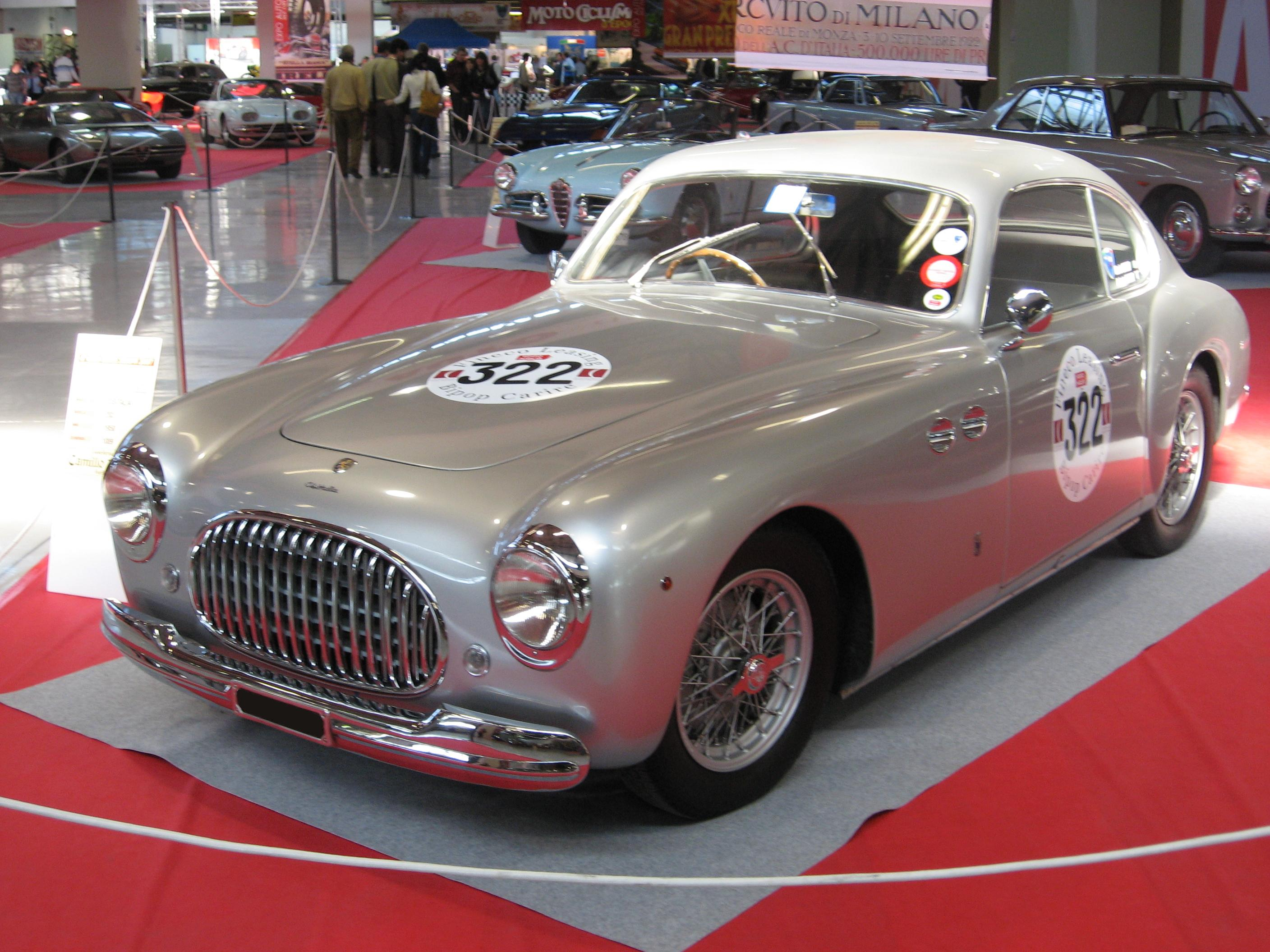
Cisitalia 202

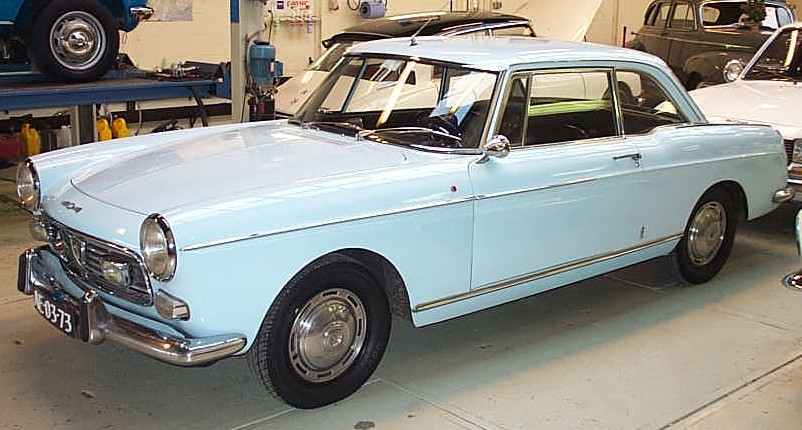
Peugeot 404 Coupe

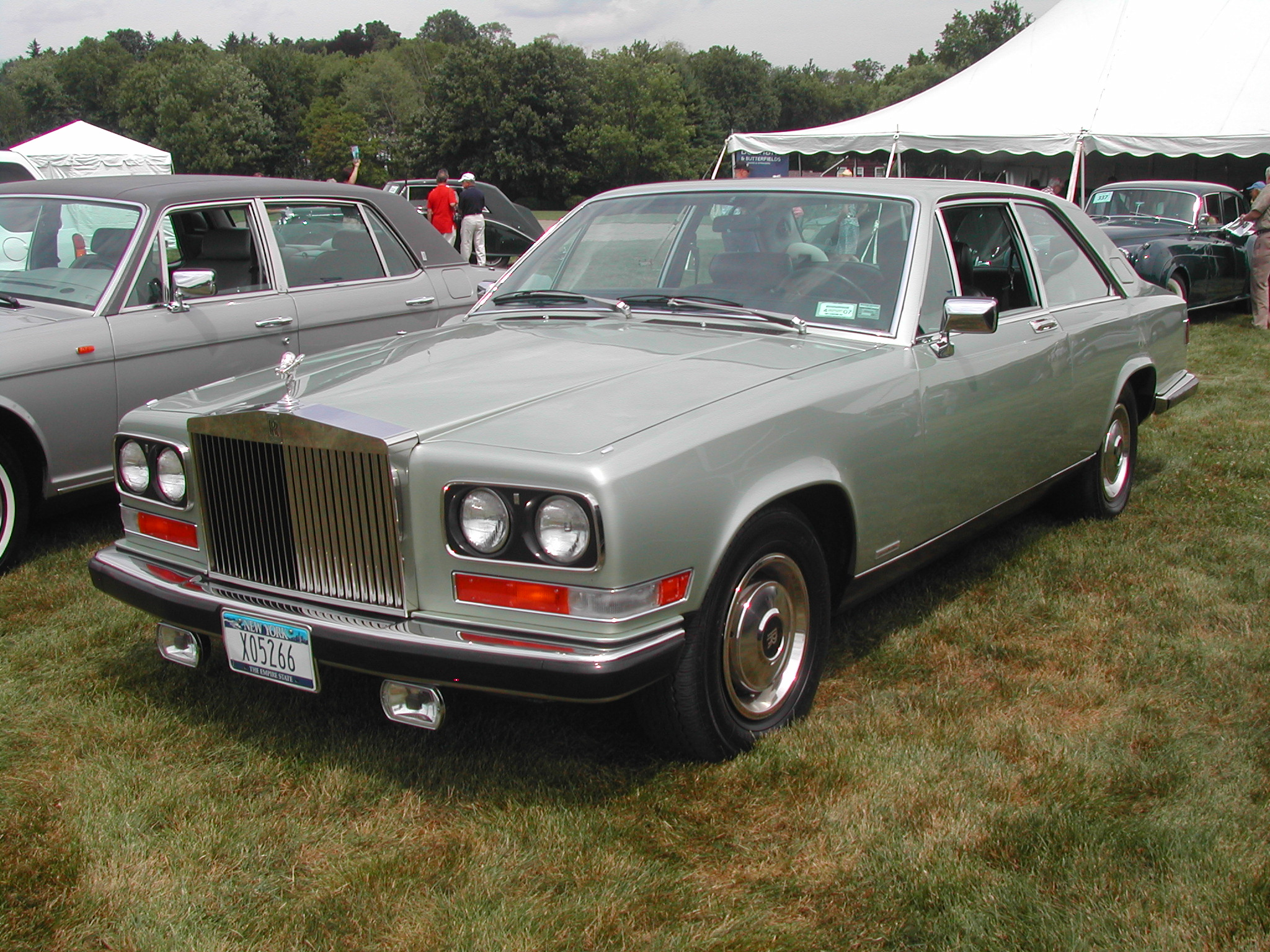
Rolls-Royce Camargue

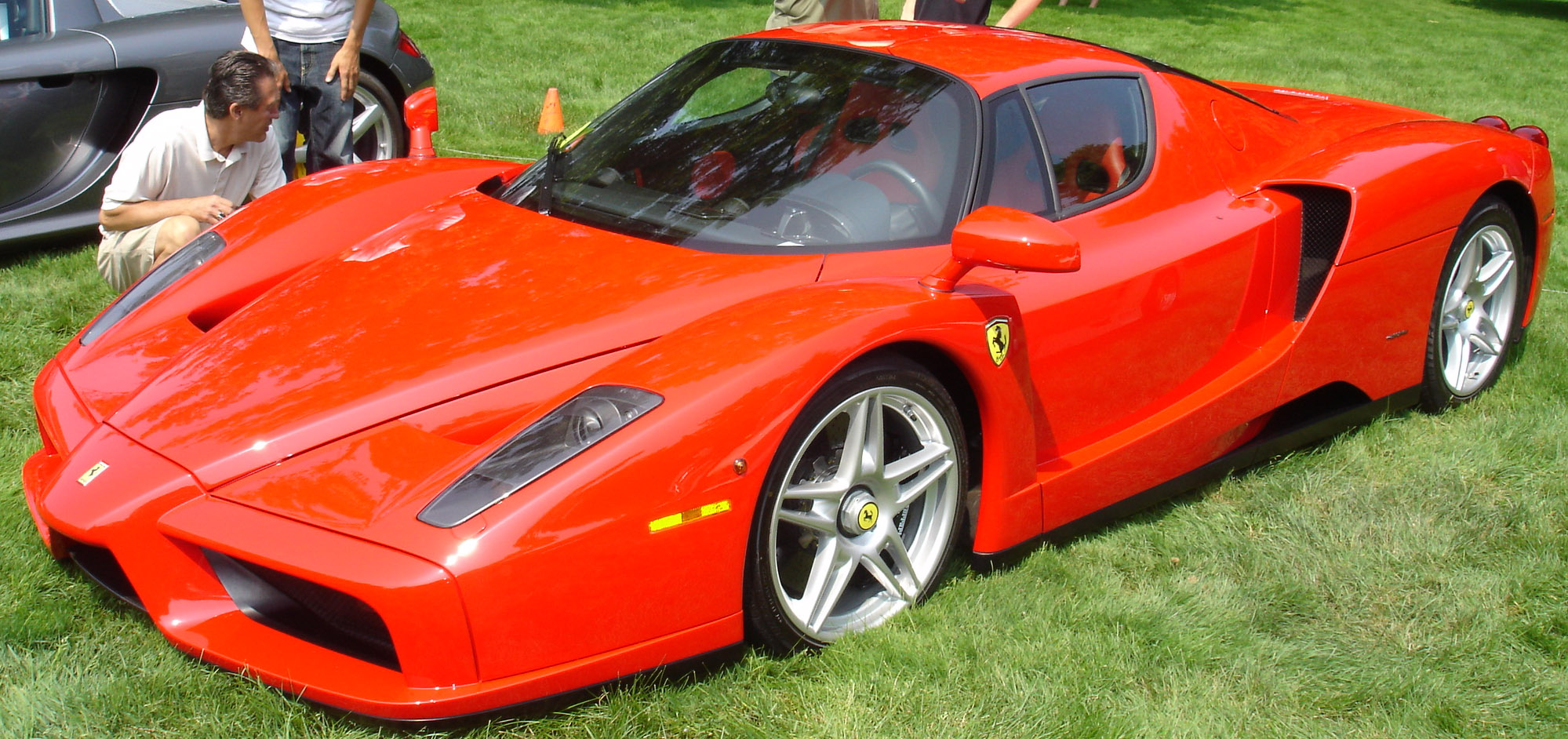
Ferrari Enzo

- 1931: Alfa Romeo 6C 1750 cabriolet
- 1935: Rolls-Royce Phantom II berlina
- 1935: Fiat Ardita berlina
- 1936: Lancia Aprilia Aerodinamico coupé
- 1937: Lancia Astura Bocca cabriolet
- 1939: Alfa Romeo 8C 2900 cabriolet
- 1945: Lancia Aprilia Bilux berlina
- 1946: Alfa Romeo 6C 2500 cabriolet
- 1947: Maserati A6 coupé
- 1947: Cisitalia 202
- 1949: Bentley Mark VI coupé
- 1950: Alfa Romeo 1900 cabriolet
- 1951: Lancia Aurelia B20
- 1952: Nash-Healey
- 1952: Ferrari 212 Inter
- 1953: Fiat 1100TV coupé
- 1954: Bentley R-type coupé
- 1955: Peugeot 403
- 1955: Lancia Aurelia Florida
- 1955: Ferrari 410 Superamerica
- 1956: Alfa Romeo Giulietta Spider
- 1957: Lancia Appia coupé
- 1958: Austin A40 Farina
- 1958: Ferrari 250 GT coupé
- 1958: Lancia Flaminia coupé
- 1960: Peugeot 404
- 1960: Ferrari 400 Superamerica
- 1962: Lancia Flavia coupé
- 1963: Austin 1100
- 1963: Fiat 2300 Lausanne
- 1964: Ferrari 330 GT 2+2
- 1965: Dino 206GT Speciale
- 1966: Alfa Romeo Giulia Spider Duetto
- 1966: Ferrari 330 GTC
- 1966: Fiat 124 Spider
- 1966: Fiat Dino Spider
- 1967: BMC Aerodinamica
- 1967: Dino 206GT
- 1967: Ferrari 365 GT 2+2
- 1968: Ferrari 365 GTB/4 Daytona
- 1968: Peugeot 504
- 1970: Mercedes-Benz 300 SEL 6.3 coupé
- 1971: Fiat 130 Coupe
- 1972: Ferrari 365 GT4 2+2
- 1973: Ferrari 365 GT4 BB
- 1975: Ferrari 308 GTB
- 1975: Lancia Beta Montecarlo
- 1975: Peugeot 604
- 1975: Rolls-Royce Camargue
- 1976: Lancia Gamma
- 1978: Jaguar XJ Spider
- 1978: Jaguar XJ serie 3
- 1979: Peugeot 505
- 1980: Ferrari Mondial
- 1980: Ferrari Pinin
- 1983: Peugeot 205
- 1984: Ferrari Testarossa
- 1984: Ferrari 288 GTO
- 1985: Cadillac Allanté
- 1985: Lancia Thema SW
- 1987: Alfa Romeo 164
- 1987: Ferrari F40
- 1987: Peugeot 405
- 1989: Ferrari 348
- 1989: Ferrari Mythos
- 1992: Ferrari 456
- 1994: Ferrari F355
- 1994: Fiat Coupé
- 1995: Alfa Romeo GTV & Spider
- 1995: Bentley Azure
- 1995: Ferrari F50
- 1996: Ferrari 550
- 1996: Lancia Kappa SW
- 1996: Peugeot 406
- 1999: Ferrari 360
- 2000: Ferrari Rossa
- 2002: Ferrari Enzo
- 2003: Maserati Quattroporte
- 2004: Ferrari 612 Scaglietti
- 2005: Ferrari F430
- 2006: Volvo C70
- 2006: Ferrari 599 GTB Fiorano
- 2007: Maserati GranTurismo
- 2007: Ferrari 599 GTB Fiorano

## Järnvägsfordon designade av Pininfarina
- Lok 2000